# Квасов, Виктор Иванович
Ви́ктор Ива́нович Ква́сов (укр. Віктор Іванович Квасов; 7 ноября 1941, Москва) — советский футболист, игравший на позициях нападающего и полузащитника.

## Биография
Родился в Москве, вырос в Кунцевском районе, но футболом начал заниматься в позднем возрасте. Выступал за юношескую команду «Зенит», а затем играл на спартакиаде школьников в составе сборной ДСО «Трудовые резервы». Позже принял предложение от Николая Дементьева и стал игроком московского «Спартака». 1959 год провёл в дублирующем составе команды. Не сыграв ни одного матча за основу, в 1960 году перебрался в тамбовский «Спартак», где по ходу сезона был приглашён в воронежский «Труд» главным тренером команды Германом Зониным. В составе «Труда» стал чемпионом класса «Б», однако из-за конфликта с Зониным по окончании сезона покинул команду.
После ухода из воронежской команды, выступал в соревнованиях коллективов физкультуры за «Авангард» (Крюков, ныне — район Кременчуга). После товарищеской игры против полтавского «Колхозника» был приглашён в команду, за которую выступал нелегально в связи с истечением срока дозаявок. Благодаря убедительной игре в товарищеском матче против кировоградской «Звезды» получил предложение стать игроком команды, где в первом же сезоне стал лучшим бомбардиром. В 1963 году был призван на военную службу, во время которой играл за киевский СКА. После демобилизации вернулся в Кировоград. В составе «Звезды» выступал на протяжении 6 сезонов, провёл более 200 игр и забил более 60 голов, в 1967 снова став лучшим бомбардиром команды. В 1972 году перешёл в «Вулкан» из Петропавловска-Камчатского, где играл в течение года, после чего вернулся в «Звезду», однако после предсезонных сборов принял решение завершить карьеру.
Завершив выступления стал тренером в кировоградской ДЮСШ, а позднее — СДЮШОР. Окончил Высшую школу тренеров в Москве. В 1987 году работал в «Звезде» на должности начальника команды и исполняющего обязанности главного тренера.

## Достижения
- Чемпион класса «Б» (РСФСР): 1960